# Campanhas de 1792 nas Guerras Revolucionárias Francesas
As Guerras Revolucionárias Francesas começaram em 20 de abril de 1792, quando a Assembleia Legislativa Francesa declarou guerra à Áustria . Isto lançou a Guerra da Primeira Coalizão. Após a Queda da Bastilha e o inicio da Revolução Francesa as tensões cresceram entre a França e o Sacro Império Romano Germânico que temia que a revolução na França inspirasse revoluções bem sucedidas dentro de seu próprio território e/ou desencadeasse uma invasão francesa com o objetivo de espalhar a revolução nele, ao mesmo tempo em que viam o caos na França como uma oportunidade para recuperar a Alsácia e a Lorena regiões ricas em carvão e minério de ferro minerais cada vez mais importantes  devido à Revolução Industrial na Inglaterra. Áustria  e a Prússia assinaram a Declaração de Pilnitz manifestando seu interesse em restaurar a monarquia na França e acabar com a revolução, enquanto os Armées de Émigrés foram criados por monarquistas exilados com o apoio dos dois países para lançar uma invasão da França. A Assembleia Legislativa da França declarou guerra a Áustria e a Prússia devido a necessidade de atacar primeiro e o desejo de expandir a revolução. 
Os dois países emitiram o Manifesto de Brunsvique ameaçando destruir Paris se a família real fosse ferida ou se os franceses não se submetessem diante do exército invasor, o que ao invés de intimidá-los os deixou furiosos e abriu caminho para uma radicalização da revolução. Após uma onda de violência na França provocada pelo manifesto a invasão foi detida na Batalha de Valmy depois que o Sacro Império Romano Germânico recuou com medo de sofrer pesadas perdas, após o Exército Frances se posicionar em uma posição defensiva vantajosa com sucesso. Apesar dessa campanha bem-sucedida ter removido a maior parte da ameaça a revolução, a guerra e sua violência brutal continuariam ainda por bastante tempo. 

## Fundo
De 1789 ao início de 1792, a Revolução Francesa radicalizou-se gradualmente, rompendo com antigas instituições e práticas e tendo como alvo os defensores do Antigo Regime . Alguns destes defensores emigraram de França . O próprio rei Luís XVI tentou fugir com sua família para Varennes em junho de 1791, mas foi capturado. O rei francês foi colocado sob vigilância e cada vez mais suspeito de conspirar com outros monarcas europeus, que desejavam preservar a Casa de Bourbon em França e restaurar a sua autoridade pré-revolucionária. Isto foi explicitamente afirmado na Declaração de Pillnitz (17 de agosto de 1791) pelo rei Frederico Guilherme II da Prússia e pelo imperador Francisco II ( Áustria, Hungria e Boêmia ), que apelou a todos os monarcas da Europa para "libertarem" Luís.  O futuro incerto da monarquia Bourbon fez com que aumentassem as tensões entre a França e outros estados europeus.
No início de 1792, os Armées des Émigrés monarquistas conservadores estavam se formando do outro lado das fronteiras em cidades como Koblenz, preparando-se para invadir e acabar com a Revolução com a ajuda de outras monarquias. A maioria girondina na Assembleia Legislativa era favorável à guerra, especialmente com a Áustria, para mostrar a força da Revolução e defender as suas conquistas contra um possível regresso a um regime absolutista.  Citaram a Declaração de Pillnitz para justificar a necessidade urgente de atacar primeiro.  Muitos dos revolucionários franceses queriam espalhar a sua revolução a outros países, e os refugiados de revoluções recentemente fracassadas, como os patriotas holandeses e os rebeldes belgas, instaram os seus camaradas franceses a libertarem os Países Baixos . 
Além disso havia a questão das regiões da Alsácia e da Lorena. A Alsácia fora adquirida pela França durante a Guerra dos Trinta Anos, quando foi vendida ao Reino da França, em troca da manutenção da autonomia e privilégios locais. Com a abolição dos direitos e privilégios feudais incluindo os da Alsácia, a própria soberania da França sobre a Alsácia estava em disputa enquanto a Áustria via a crise na França como oportunidade para reconquistar territórios perdidos. 

## Primeira Invasão da França

### Julho: aliados se reúnem e emitem o Manifesto de Brunswick
O exército francês foi atormentado por problemas: a Prússia rapidamente se juntou à Áustria contra a França, seguida mais tarde por outras potências e pelos exércitos de emigrados. Mais da metade dos oficiais do exército e grande parte da cavalaria, que consistiam princiapalmente de nobres, fugiram do país nos últimos três anos de agitação revolucionária. Demorou para substituí-los por suboficiais e voluntários da classe média, e os voluntarios recentemente recrutados da Levée em masse geralmente não tinham armas ou treinamento.   No Reno, um exército combinado de prussianos, austríacos, mercenários hessianos e emigrados franceses sob o comando do duque de Brunsvique foi formado para a invasão da França, flanqueado por dois exércitos menores à sua direita e à sua esquerda, estando todos os três sob o comando supremo do rei Frederico. Guilherme II da Prússia . No sul dos Países Baixos, os planos previam que os austríacos sitiassem Lille, e no sul os piemonteses também entrassem em campo. 
O primeiro passo foi a publicação do Manifesto de Brunswick (25 de julho), uma proclamação que, redigida em termos extremamente insultuosos para a nação francesa, gerou o espírito que mais tarde encontraria expressão na "nação armada" de 1793-1794, e selou o destino do rei Luís . Foi emitido contra o conselho do próprio Brunswick, cuja assinatura apareceu nele; o duque, um soberano modelo em seu próprio principado, simpatizava com o lado constitucional da Revolução Francesa, embora, como soldado, não tivesse confiança no sucesso do empreendimento. Brunswick enfatizou que os civis não seriam feridos ou saqueados, a menos que prejudicassem a família real ou não se submetessem novamente diante dela: "Se a menor violência, a menor indignação, for feita a suas majestades... [minhas tropas] levarão... inesquecível vingança [sobre] a cidade de Paris...".  O Manifesto de Brunswick chegou a Paris em 1º de agosto e foi afixado em vários lugares da capital, recebendo muita hostilidade e zombaria. Em vez de intimidar os parisienses, confirmou a sua determinação em opor-se a qualquer invasão estrangeira e em livrar-se da realeza que era cada vez mais, suspeita de traição contra a Revolução, a Assembleia e o povo francês. 

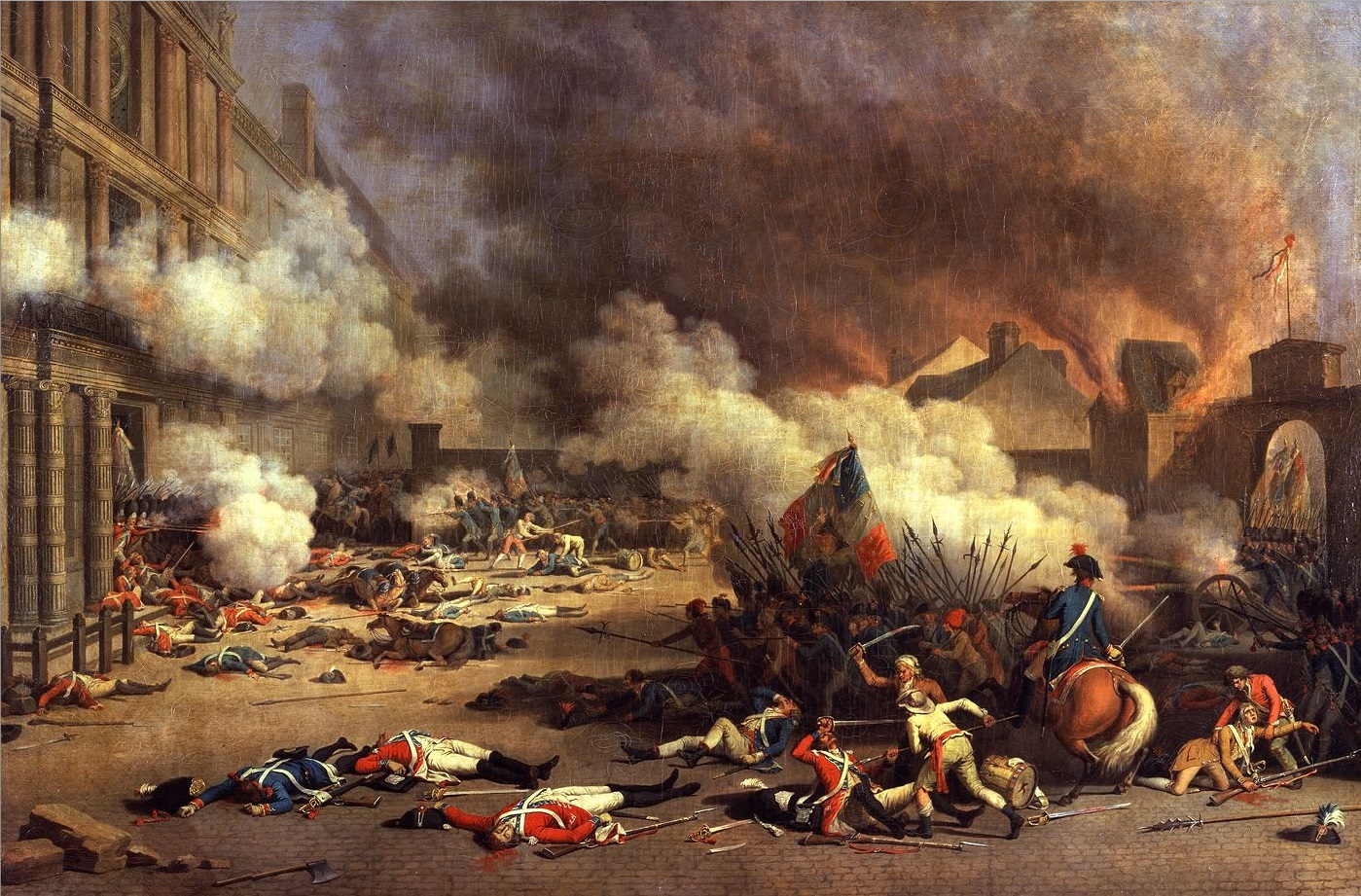
Tomada das Tulherias. Pintura de 1793.

### 10 de agosto: tomada das Tulherias
Com a invasão iminente das monarquias europeias aliadas com ele, os revolucionários radicais em Paris já não podiam tolerar o governo do rei, uma vez que os seus amigos estrangeiros poderiam em breve restaurar os seus antigos poderes e esmagar a Revolução. Na noite de 9 para 10 de agosto, a Comuna de Paris insurrecional foi formada no Hôtel de Ville sob a liderança de Georges Danton, Camille Desmoulins e Jacques Hébert das fileiras dos jacobinos radicais, dos sans-culottes e de um regimento patriota de Marsalhes. Numa complicada série de ações por parte de vários grupos, o rei Luís foi isolado dentro do seu Palácio das Tulherias e abandonou gradualmente a sua defesa até que ele e a família real o abandonaram. A maior parte da Guarda Nacional desertou para os rebeldes e, eventualmente, as Tulherias foram invadidas com sucesso e a maioria dos guardas suíços restantes massacrados. Luís tornou-se prisioneiro de facto da Assembleia, foi destituído do seu reinado e a família real foi presa no Templo em 13 de agosto. A monarquia ainda não foi abolida; a questão de qual forma de governo o país deveria instalar foi adiada por mais cinco semanas. Para os revolucionários, a questão mais importante era reprimir uma possível traição interna, para evitar serem apunhalados pelas costas enquanto os exércitos lutavam contra as forças monarquistas nas fronteiras.

### Agosto/Setembro: Invasão da França liderada pela Prússia

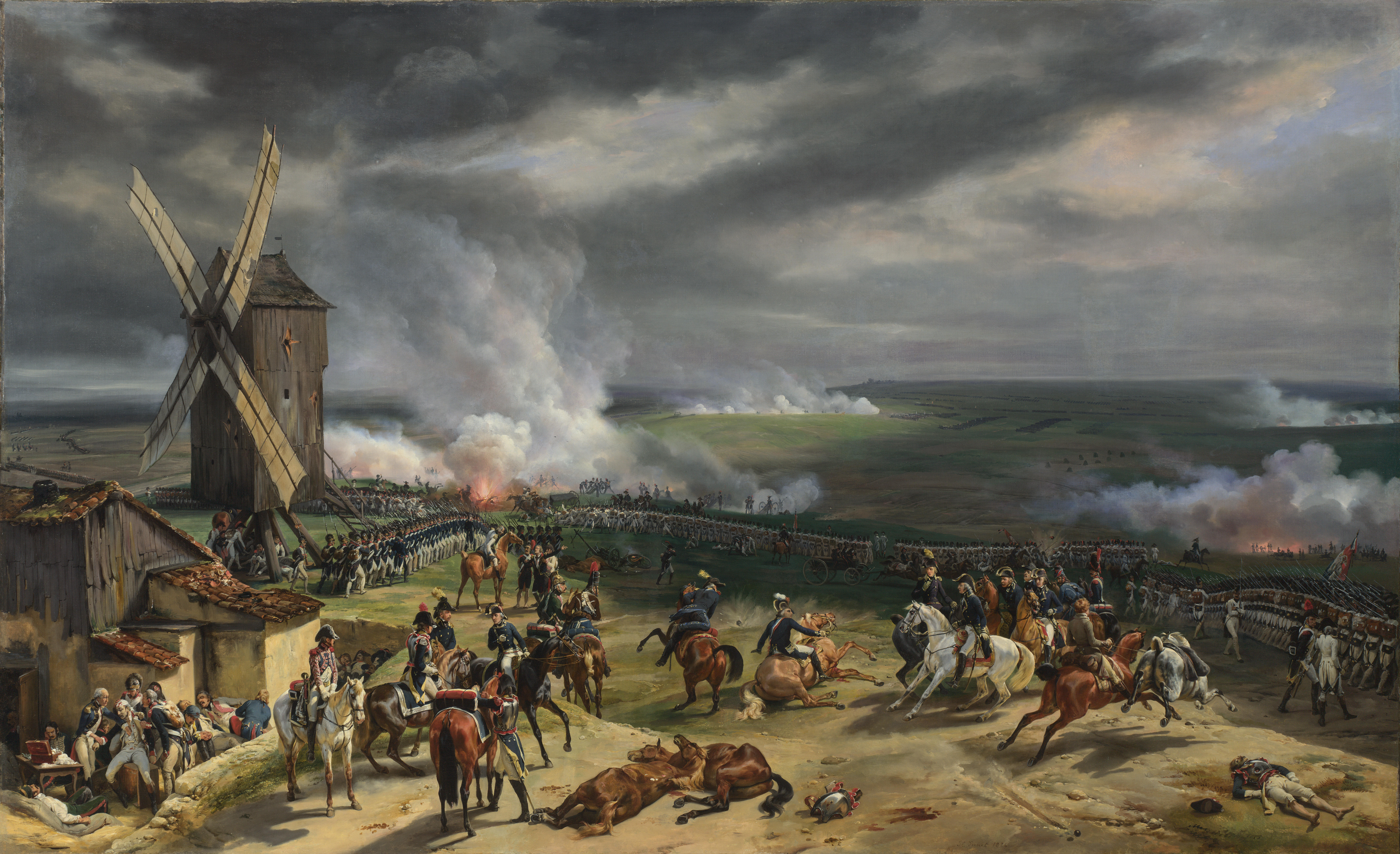
A Batalha de Valmy, em 20 de setembro, foi a primeira vitória francesa significativa. Até então, a França tinha sofrido uma derrota após outra, levando revolucionários desesperados a radicalizarem-se e a virarem-se contra a monarquia.

Depois de completar os preparativos da maneira tranquila, o exército de Brunswick cruzou a fronteira francesa em 19 de agosto de 1792. Os Aliados prontamente capturaram Longwy (23 de agosto) e marcharam lentamente para sitiar Verdun (29 de agosto), que parecia mais indefensável ainda do que Longwy. O comandante de lá, coronel Beaurepaire, deu um tiro em desespero, e o local se rendeu em 2 de setembro de 1792. Porque isto deixou o caminho para Paris aberto, os revolucionários radicais em Paris e outras cidades entraram em pânico e iniciaram os Massacres de Setembro (2 a 7 de Setembro), matando centenas de prisioneiros suspeitos de simpatias monarquistas e de estarem aliados ao inimigo. 
Brunswick iniciou agora a sua marcha sobre Paris e aproximou-se dos desfiladeiros da Floresta de Argonne. Dumouriez, que vinha treinando suas tropas em Valenciennes em constantes pequenos combates, com o objetivo de invadir a Bélgica, lançou-se agora no Argonne por meio de uma marcha de flanco rápida e ousada, quase sob o olhar da guarda avançada prussiana. Ele barrou todas as cinco estradas para Paris através do Argonne. 
Enquanto isso, Brunswick deixou Landres em 18 de setembro, passou pelos desfiladeiros do norte e depois fez meia-volta para isolar Dumouriez de Châlons. Ele próprio queria lutar contra Dumouriez em Sainte-Menehould, mas o rei prussiano Frederico Guilherme II, enganado por notícias falsas de que Dumouriez estava se retirando para Paris, ordenou que Brunswick interrompesse a retirada.  No momento em que a manobra prussiana estava quase concluída, Kellermann, comandando na ausência momentânea de Dumouriez, avançou sua ala esquerda e assumiu posição entre Sainte-Menehould e Valmy . O resultado foi o Canhonada de Valmy (20 de setembro de 1792). A infantaria de Kellermann, quase toda regular, manteve-se firme. A artilharia francesa justificou a sua reputação como a melhor da Europa e, eventualmente, com não mais do que um ataque de infantaria tímido, o duque interrompeu a ação e retirou-se. 
Este envolvimento aparentemente menor revelou-se o ponto de viragem da campanha. Dez dias depois, sem disparar outro tiro, o exército invasor iniciou a sua retirada (30 de setembro). Dumouriez não levou a sério a perseguição; ocupou-se principalmente com uma série de negociações sutis e curiosas que, com o avanço geral das tropas francesas, provocaram a retirada completa do inimigo do solo francês. Depois de partir, Dumouriez concentrou os seus esforços militares na libertação da Bélgica. 

## Campanha de Flandres
A Batalha de Jemappes  ocorreu no dia 6 de novembro de 1792 perto da cidade de Jemappes em Hainaut , Países Baixos Austríacos (atual Bélgica ), perto de Mons durante a Guerra da Primeira Coalizão , parte das Guerras Revolucionárias Francesas . Uma das primeiras grandes batalhas ofensivas da guerra, foi uma vitória para os exércitos da nascente República Francesa, e viu o Armée du Nord francês , que incluía muitos voluntários inexperientes, derrotar um exército regular austríaco substancialmente menor.
O general Charles François Dumouriez , no comando de um exército de voluntários revolucionários franceses , enfrentou o exército imperial do marechal de campo duque Alberto de Saxe-Teschen e do seu segundo em comando François de Croix, conde de Clerfayt . Os franceses, que superavam os seus adversários em cerca de três para um, embora a maior parte de seus seus soldados não tivessem treinamento militar, armas e oficiais adequeados para a batalha, lançaram uma série de ataques entusiásticos mas descoordenados contra a posição austríaca numa colina. Por fim, os franceses tomaram uma parte da cordilheira e os austríacos não conseguiram expulsá-los. Saxe-Teschen admitiu a derrota ao ordenar a retirada. Após a vitória de Dumouriez em Jemappes em novembro de 1792, os exércitos franceses invadiram rapidamente a maior parte dos Países Baixos austríacos. 

## Consequências
As tentativas de invasão da França Revolucionária continuariam no ano de 1793 desta vez com o apoio de outras monarquias absolutas e do Reino da Grã Bretanha, interessado em enfraquecer a França, porem a vitória em Valmy foi tanto moral quanto estratégica: Mostrando que as forças revolucionárias poderiam sair vitoriosas e ganhando tempo para os revolucionários criarem um grande, embora mal treinado exército através da levée em masse. Após as vitória em Valmy e Jempapes a Espanha, a Republica Holandesa e a Grã Bretanha se uniram a coalizão contra revolucionária, seja para enfraquecer a França como o caso britânico, seja para acabar com a revolução com essas potencias carecendo de objetivos e planos em comum, o que favoreceu as forças francesas. Se seguiu um período brutal e anárquico na história da França sob a liderança de Maximilian Robespierre, marcado por violências contra inimigos reais e imaginários da revolução, disputas entre facções politicas(Girondinos e Montanheses), contrarrevoluções monarquistas e o quase colapso das finanças devido a hiperinflação e a fome. A França iria triunfar contra as forças melhor treinadas, equipadas e lideradas da coalizão graças aos números avassaladores franceses, a intensa repressão contra monarquistas e a falta de coordenação da coligação. O Exército Revolucionário Frances seria gradualmente fortalecido em suas vitórias até se tornar o quase invencível Grand Armée. Após as vitórias em Valmy, Wattignes e Fleurs e a repressão de levantes monarquistas na Vendeia e Toulon a França tentaria acelerar a expansão da Revolução invadindo outros países diminuindo assim os riscos de novas invasões da França, porem as forças francesas finalmente seriam finalmente esmagadas em Waterloo, mas não antes que grande parte da Europa fosse invadida e conquistada por Napoleão Bonaparte e as ideias revolucionárias se espalhassem rapidamente pelo continente através das guerras que se iniciaram em 1792 com o objetivo de espalhar a revolução e tornar a França a nação mais poderosa do mundo.